# Polizeipräsidium Aalen
Das Polizeipräsidium Aalen mit Sitz in Aalen ist das für den Ostalbkreis, Rems-Murr-Kreis und Landkreis Schwäbisch Hall zuständige Polizeipräsidium der Polizei Baden-Württemberg. Die Dienststelle entstand im Rahmen der Polizeistrukturreform in Baden-Württemberg durch die Zusammenfassung der bisherigen Polizeidirektionen Aalen, Schwäbisch Hall und Waiblingen zu einem Polizeipräsidium am 1. Januar 2014.

## Organisation
Der Zuständigkeitsbereich umfasst eine Fläche von 3850 km² mit 910.100 Einwohnern.
Das Polizeipräsidium Aalen gliedert sich, wie alle Polizeipräsidien in Baden-Württemberg, in die Direktionen Polizeireviere, Kriminalpolizeidirektion und Verkehrspolizeidirektion. Der Leitungsbereich besteht aus dem  Polizeipräsidenten, den Stabsstellen Öffentlichkeitsarbeit, Strategisches Controlling und Qualitätsmanagement sowie dem Führungs- und Einsatzstab, dem Referat Prävention und der Verwaltung. Das Polizeipräsidium hat eine Personalstärke von 1600 Mitarbeitern, davon 1150 Beamten der Schutzpolizei und 240 der Kriminalpolizei.

### Direktion Polizeireviere
Der Direktion Polizeireviere am Standort des Polizeipräsidiums Aalen sind zehn Polizeireviere (PRev) und den Revieren sind 32 Polizeiposten (Pp) nachgeordnet. Im Einzelnen sind dies:
- Polizeirevier Aalen mit den fünf Polizeiposten Aalen-Wasseralfingen, Abtsgmünd, Neresheim, Oberkochen und Westhausen
- Polizeirevier Backnang mit den drei Polizeiposten Murrhardt, Sulzbach an der Murr und Weissach im Tal
- Polizeirevier Crailsheim mit den drei Polizeiposten Blaufelden, Fichtenau und Rot am See
- Polizeirevier Ellwangen mit den zwei Polizeiposten Bopfingen und Tannhausen
- Polizeirevier Fellbach mit den zwei Polizeiposten Fellbach-Schmiden und Kernen im Remstal
- Polizeirevier Schorndorf mit den drei Polizeiposten Plüderhausen, Rudersberg und Welzheim
- Polizeirevier Schwäbisch Gmünd mit den sechs Polizeiposten Heubach, Leinzell, Lorch, Schwäbisch Gmünd-Bettringen, Spraitbach und Waldstetten
- Polizeirevier Schwäbisch Hall mit den vier Polizeiposten Bühlertann, Gaildorf, Ilshofen und Mainhardt
- Polizeirevier Waiblingen mit den drei Polizeiposten Remshalden, Waiblingen-Hohenacker und Weinstadt
- Polizeirevier Winnenden mit dem Polizeiposten Schwaikheim
- Verkehrspolizeiinspektion Kirchberg an der Jagst

Weiterhin nachgeordnet sind die Führungsgruppe, die Polizeihundeführerstaffel  und die Einheit Gewerbe und Umwelt.
Die Verkehrspolizeidirektion wurde der Schutzpolizeidirektion Aalen untergliedert. Der Verkehrspolizeiinspektion Kirchberg an der Jagst sind nachgeordnet:
- Verkehrsdienst Aalen mit Verkehrsdienst Außenstelle Backnang
- Verkehrsdienst Kirchberg/Jagst Backnang

### Kriminalpolizeidirektion
Die Kriminalpolizeidirektion (KPDir) hat ihren Sitz in Waiblingen. Innerhalb der KPDir sind acht verrichtungsorientierte Kriminalinspektionen (K) und zwei Kriminalkommissariate (KK) eingerichtet.
- Führungsgruppe

- Kriminalinspektion 1 – Kapitaldelikte, Sexualdelikte, Amtsdelikte
- Kriminalinspektion 2 – Raub, Eigentums- und jugendspezifische Kriminalität, Zentrale Integrierte Auswertung
- Kriminalinspektion 3 – Wirtschaftskriminalität, Korruption, Umweltdelikte
- Kriminalinspektion 4 – Organisierte Kriminalität und Rauschgiftkriminalität
- Kriminalinspektion 5 – Cybercrime und Digitale Spuren
- Kriminalinspektion 6 – Staatsschutz
- Kriminalinspektion 7 – Einsatz- und Ermittlungsunterstützung, Kriminaldauerdienst, Datenstation
- Kriminalinspektion 8 – Kriminaltechnik
- Kriminalkommissariat Aalen
- Kriminalkommissariat Schwäbisch Hall